# I Wanna Dance with Somebody (Who Loves Me)
I Wanna Dance with Somebody is een nummer van de Amerikaanse zangeres Whitney Houston. Het is de eerste single van haar tweede studioalbum Whitney uit 1987. Op 28 april dat jaar werd het nummer eerst in de VS en Canada op single uitgebracht. Op 11 mei volgden Europa, Australië, Nieuw-Zeeland, Zuid-Afrika en Israël.

## Achtergrond
Het nummer is geschreven door George Merrill en Shannon Rubicam van de band Boy Meets Girl. De plaat werd een enorme wereldhit en is een van Houstons bekendste singles. De plaat wist dan ook in veel landen de nummer 1-positie te bereiken, zoals in thuisland de Verenigde Staten, waar de plaat de nummer 1-positie van de Billboard Hot 100 behaalde. Ook in Canada, Australië, Nieuw-Zeeland, Zuid-Afrika, Duitsland, Zwitserland, Denemarken, Zweden, Noorwegen, Finland, Italië, Spanje, Griekenland, Zuid-Afrika en het Verenigd Koninkrijk werd de nummer 1-positie bereikt.
In Nederland was de plaat op 30 april 1987 Paradeplaat op Radio 3 en werd mede hierdoor een hit in de twee landelijke hitlijsten op de nationale publieke popzender. De plaat bereikte de nummer 1-positie in zowel de Nationale Hitparade Top 100 als de Nederlandse Top 40. In de Europese hitlijst op Radio 3, de TROS Europarade, werd eveneens de nummer 1-positie bereikt tot en met de laatste uitgezonden lijst op 25 juni 1987. In Vlaanderen bereikte de plaat eveneens de nummer 1-positie in zowel de voorloper van de Ultratop 50 als de Radio 2 Top 30.

## Hitnoteringen

### Nederlandse Top 40
| Hitnotering: 23-05-1987 t/m 15-08-1987 | Hitnotering: 23-05-1987 t/m 15-08-1987 | Hitnotering: 23-05-1987 t/m 15-08-1987 | Hitnotering: 23-05-1987 t/m 15-08-1987 | Hitnotering: 23-05-1987 t/m 15-08-1987 | Hitnotering: 23-05-1987 t/m 15-08-1987 | Hitnotering: 23-05-1987 t/m 15-08-1987 | Hitnotering: 23-05-1987 t/m 15-08-1987 | Hitnotering: 23-05-1987 t/m 15-08-1987 | Hitnotering: 23-05-1987 t/m 15-08-1987 | Hitnotering: 23-05-1987 t/m 15-08-1987 | Hitnotering: 23-05-1987 t/m 15-08-1987 | Hitnotering: 23-05-1987 t/m 15-08-1987 | Hitnotering: 23-05-1987 t/m 15-08-1987 | Hitnotering: 23-05-1987 t/m 15-08-1987 |
| Week                                   | 1                                      | 2                                      | 3                                      | 4                                      | 5                                      | 6                                      | 7                                      | 8                                      | 9                                      | 10                                     | 11                                     | 12                                     | 13                                     |                                        |
| -------------------------------------- | -------------------------------------- | -------------------------------------- | -------------------------------------- | -------------------------------------- | -------------------------------------- | -------------------------------------- | -------------------------------------- | -------------------------------------- | -------------------------------------- | -------------------------------------- | -------------------------------------- | -------------------------------------- | -------------------------------------- | -------------------------------------- |
| Nummer                                 | 19                                     | 9                                      | 3                                      | 2                                      | 1                                      | 1                                      | 1                                      | 2                                      | 2                                      | 5                                      | 9                                      | 16                                     | 28                                     | uit                                    |

### Nationale Hitparade
| Hitnotering week 1 t/m 18: 16-05-1987 t/m 12-09-1987 Hitnotering week 19 t/m 20: 18-02-2012 t/m 25-02-2012 | Hitnotering week 1 t/m 18: 16-05-1987 t/m 12-09-1987 Hitnotering week 19 t/m 20: 18-02-2012 t/m 25-02-2012 | Hitnotering week 1 t/m 18: 16-05-1987 t/m 12-09-1987 Hitnotering week 19 t/m 20: 18-02-2012 t/m 25-02-2012 | Hitnotering week 1 t/m 18: 16-05-1987 t/m 12-09-1987 Hitnotering week 19 t/m 20: 18-02-2012 t/m 25-02-2012 | Hitnotering week 1 t/m 18: 16-05-1987 t/m 12-09-1987 Hitnotering week 19 t/m 20: 18-02-2012 t/m 25-02-2012 | Hitnotering week 1 t/m 18: 16-05-1987 t/m 12-09-1987 Hitnotering week 19 t/m 20: 18-02-2012 t/m 25-02-2012 | Hitnotering week 1 t/m 18: 16-05-1987 t/m 12-09-1987 Hitnotering week 19 t/m 20: 18-02-2012 t/m 25-02-2012 | Hitnotering week 1 t/m 18: 16-05-1987 t/m 12-09-1987 Hitnotering week 19 t/m 20: 18-02-2012 t/m 25-02-2012 | Hitnotering week 1 t/m 18: 16-05-1987 t/m 12-09-1987 Hitnotering week 19 t/m 20: 18-02-2012 t/m 25-02-2012 | Hitnotering week 1 t/m 18: 16-05-1987 t/m 12-09-1987 Hitnotering week 19 t/m 20: 18-02-2012 t/m 25-02-2012 | Hitnotering week 1 t/m 18: 16-05-1987 t/m 12-09-1987 Hitnotering week 19 t/m 20: 18-02-2012 t/m 25-02-2012 | Hitnotering week 1 t/m 18: 16-05-1987 t/m 12-09-1987 Hitnotering week 19 t/m 20: 18-02-2012 t/m 25-02-2012 | Hitnotering week 1 t/m 18: 16-05-1987 t/m 12-09-1987 Hitnotering week 19 t/m 20: 18-02-2012 t/m 25-02-2012 | Hitnotering week 1 t/m 18: 16-05-1987 t/m 12-09-1987 Hitnotering week 19 t/m 20: 18-02-2012 t/m 25-02-2012 | Hitnotering week 1 t/m 18: 16-05-1987 t/m 12-09-1987 Hitnotering week 19 t/m 20: 18-02-2012 t/m 25-02-2012 | Hitnotering week 1 t/m 18: 16-05-1987 t/m 12-09-1987 Hitnotering week 19 t/m 20: 18-02-2012 t/m 25-02-2012 | Hitnotering week 1 t/m 18: 16-05-1987 t/m 12-09-1987 Hitnotering week 19 t/m 20: 18-02-2012 t/m 25-02-2012 | Hitnotering week 1 t/m 18: 16-05-1987 t/m 12-09-1987 Hitnotering week 19 t/m 20: 18-02-2012 t/m 25-02-2012 | Hitnotering week 1 t/m 18: 16-05-1987 t/m 12-09-1987 Hitnotering week 19 t/m 20: 18-02-2012 t/m 25-02-2012 | Hitnotering week 1 t/m 18: 16-05-1987 t/m 12-09-1987 Hitnotering week 19 t/m 20: 18-02-2012 t/m 25-02-2012 | Hitnotering week 1 t/m 18: 16-05-1987 t/m 12-09-1987 Hitnotering week 19 t/m 20: 18-02-2012 t/m 25-02-2012 | Hitnotering week 1 t/m 18: 16-05-1987 t/m 12-09-1987 Hitnotering week 19 t/m 20: 18-02-2012 t/m 25-02-2012 | Hitnotering week 1 t/m 18: 16-05-1987 t/m 12-09-1987 Hitnotering week 19 t/m 20: 18-02-2012 t/m 25-02-2012 |
| Week | 1 | 2 | 3 | 4 | 5 | 6 | 7 | 8 | 9 | 10 | 11 | 12 | 13 | 14 | 15 | 16 | 17 | 18 | | 19 | 20 | |
| --- | --- | --- | --- | --- | --- | --- | --- | --- | --- | --- | --- | --- | --- | --- | --- | --- | --- | --- | --- | --- | --- | --- |
| Nummer | 53 | 11 | 3 | 3 | 2 | 1 | 1 | 1 | 1 | 4 | 5 | 6 | 15 | 23 | 33 | 47 | 59 | 90 | uit | 42 | 84 | uit |

### NPO Radio 2 Top 2000
| Nummer met noteringen in de NPO Radio 2 Top 2000 | '99 | '00  | '01  | '02-'11 | '12  | '13  | '14  | '15  | '16  | '17  | '18 | '19  | '20 | '21  | '22  | '23 | '24  |
| ------------------------------------------------ | --- | ---- | ---- | ------- | ---- | ---- | ---- | ---- | ---- | ---- | --- | ---- | --- | ---- | ---- | --- | ---- |
| I Wanna Dance with Somebody                      | 872 | 1263 | 1723 | -       | 1412 | 1973 | 1883 | 1586 | 1446 | 1555 | 946 | 1003 | 971 | 1128 | 1176 | 906 | 1212 |

1. ↑  Een '-' betekent dat het nummer niet was genoteerd en een vetgedrukt getal geeft de hoogste notering aan.